# Agallia paraobusta
Agallia paraobusta är en insektsart som beskrevs av Singh-pruthi 1936. Agallia paraobusta ingår i släktet Agallia och familjen dvärgstritar. Inga underarter finns listade i Catalogue of Life.